# Pembroke (Kentucky)
Pembroke és una població dels Estats Units a l'estat de Kentucky. Segons el cens del 2000 tenia 797 habitants.

## Demografia
Segons el cens del 2000, Pembroke tenia 797 habitants, 305 habitatges, i 214 famílies. La densitat de població era de 298,8 habitants/km².
Dels 305 habitatges en un 36,1% hi vivien nens de menys de 18 anys, en un 48,2% hi vivien parelles casades, en un 18,4% dones solteres, i en un 29,8% no eren unitats familiars. En el 26,2% dels habitatges hi vivien persones soles l'11,5% de les quals corresponia a persones de 65 anys o més que vivien soles. El nombre mitjà de persones vivint en cada habitatge era de 2,45 i el nombre mitjà de persones que vivien en cada família era de 2,95.
Per edats la població es repartia de la següent manera: un 25,7% tenia menys de 18 anys, un 10,4% entre 18 i 24, un 24,8% entre 25 i 44, un 20,5% de 45 a 60 i un 18,6% 65 anys o més.
L'edat mediana era de 37 anys. Per cada 100 dones de 18 o més anys hi havia 72,1 homes.
La renda mediana per habitatge era de 27.143 $ i la renda mediana per família de 30.568 $. Els homes tenien una renda mediana de 28.250 $ mentre que les dones 18.194 $. La renda per capita de la població era de 13.663 $. Entorn del 20,5% de les famílies i el 24% de la població estaven per davall del llindar de pobresa.

## Poblacions més properes
El següent diagrama mostra les poblacions més properes.